# F.B.I. e la banda degli angeli
F.B.I. e la banda degli angeli (Big Bad Mama) è un film statunitense del 1974 diretto da Steve Carver.
Il film ha avuto un sequel: Big Bad Mama II del 1987 diretto da Jim Wynorski.

## Trama
Texas, 1932. Wilma McClachie prende in mano le redini dell'attività del contrabbando di alcolici gestita dal suo amante, dove però gli affari non vanno come vorrebbe. Un giorno incontra Fred Diller, un rapinatore, ed organizza un colpo insieme a lui, coinvolgendo anche le due figlie Polly e Billy Jean nei suoi piani criminali. Dopo il colpo, rapiscono la figlia di un miliardario con la speranza di arricchirsi con il pagamento del riscatto, ma l'FBI è sulle loro tracce.